# María de Alania
María de Alania (nacida Marta; en georgiano: მართა; 1053-1118) fue una emperatriz bizantina por matrimonio con los emperadores Miguel VII Ducas y Nicéforo III.
Su condición de emperatriz se consideró un éxito significativo para un Reino de Georgia recientemente unificado, que alcanzaría una influencia regional comparable a la de Bizancio solo durante el reinado del sobrino de Marta, el rey David IV, que se negó a llevar un título bizantino. María fue la única emperatriz de origen no bizantino del siglo XI.

## Primeros años

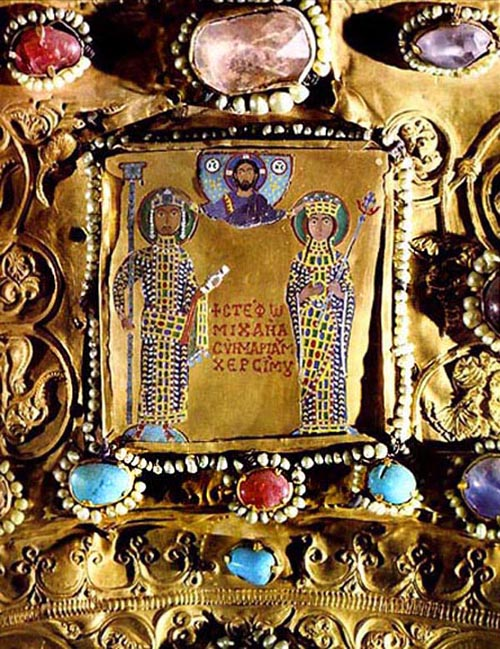
Un icono medieval georgiano en oro y piedras preciosas que conmemora el matrimonio de la entonces princesa Martha con Miguel VII.

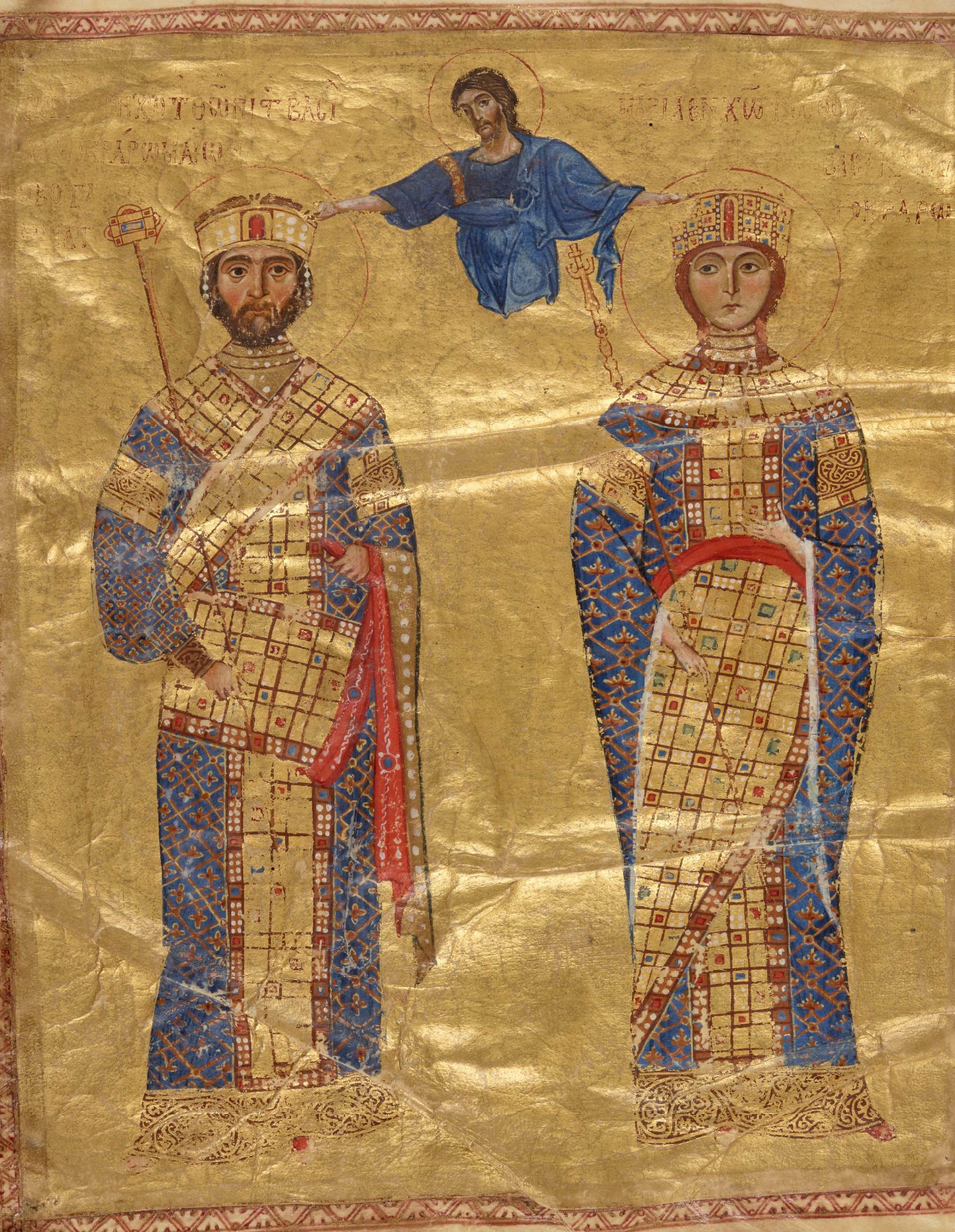
Una miniatura medieval que conmemora el matrimonio de Maria y Nicéforo III.

Hija del monarca georgiano Bagrat IV, Marta, a la edad de 5 años, fue enviada a Constantinopla para continuar su educación en la corte bizantina bajo el amparo de la emperatriz Teodora en el 1056. Sin embargo, esta última murió ese mismo año y Marta regresó a su hogar en Georgia.

## Emperatriz de Miguel VII
En 1065 se casó con el futuro emperador Miguel, hijo de Constantino X Ducas, y se convirtió en emperatriz cuando Miguel fue coronado en el año 1071.
El primer matrimonio de María se vio empañado por los fracasos militares de Miguel en Anatolia contra los turcos selyúcidas, así como por la devaluación de la moneda, que causó una creciente insatisfacción y culminó en un golpe de Estado en el 1078 que derrocó a Miguel y entronó a Nicéforo Botaniates. Miguel se vio obligado a convertirse en monje en el Monasterio de Studion y María fue al monasterio de Petrion con su hijo Constantino, pero no se convirtió en monja, posiblemente porque tenía algunos planes futuros en la corte imperial.

## Emperatriz de Nicéforo III
La esposa del nuevo emperador Nicéforo murió poco antes de su acceso al trono, y este anunció su intención de volverse a casar, lo que desencadenó una feroz competencia entre todas las mujeres solteras de Constantinopla. Incluso entre María, su exsuegra Eudoxia Macrembolitissa, y la hija de Eudoxia, Zoe. El nuevo emperador se inclinó por primera vez a casarse con Eudoxia, pero María recibió el apoyo de sus suegros Ducas, quienes convencieron a Nicéforo para que la eligiera debido a su belleza y a los beneficios de tener una esposa  extranjera sin parientes cercanos que pudiesen interferir en el reinado de Nicéforo. Además, con este movimiento Nicéforo pacificaría a los leales a los derrocados Ducas.
Debido a que el primer esposo de María, Miguel, todavía estaba vivo, incluso cuando él era un monje, su matrimonio con el nuevo emperador fue considerado adúltero por la Iglesia Ortodoxa, y uno de los principales partidarios de María, Juan Ducas, incluso tuvo que sustituir a un sacerdote que se negó a realizar el matrimonio y reemplazarlo con otro que acordó casar a la pareja en el 1078. Como parte del acuerdo de matrimonio, a María se le prometió que su hijo Constantino sería nombrado heredero del imperio, pero Nicéforo incumplió esta promesa en un momento posterior. A pesar de esto, durante su reinado, María fue tratada generosamente y recibió enormes tierras y propiedades, con Nicéforo yendo tan lejos como para darle a su hermano, Jorge II de Georgia, un título de César para reconocer sus estrechos vínculos con la familia imperial.

## María y el segundo golpe imperial

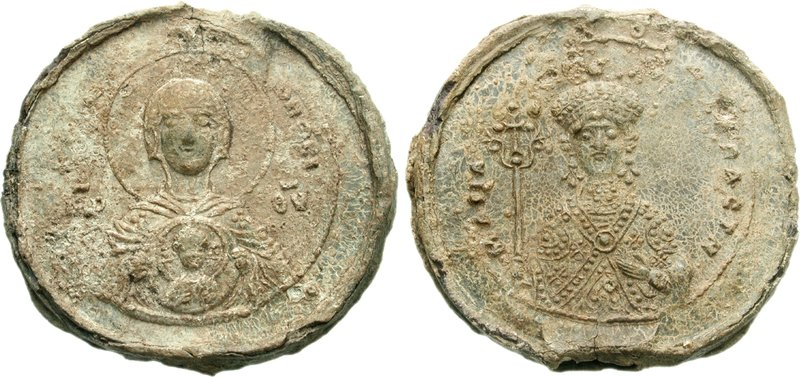
Sello de plomo de la emperatriz María, 1070

Según la princesa Ana Comneno, hija del emperador Alejo I Comneno que estaba bajo el cuidado de María, a pesar de toda la influencia que ejercía la emperatriz en la corte, seguía insatisfecha ante la negativa de Nicéforo a nombrar a su hijo Constantino como heredero: "[Nikephoros] lo haría haber garantizado su propia seguridad hasta el final ... la emperatriz, además, habría tenido más confianza en él; ella habría sido más leal. El viejo no se dio cuenta de la injusticia y la falta de eficacia de sus planes, sin darse cuenta de que estaba trayendo el mal sobre su propia cabeza ". La emperatriz se convirtió en una parte importante de un complot organizado por el general Alejo Comneno, de quien se rumoreaba que era su amante. Alejo obligó a Nicéforo a abdicar y fue coronado emperador en 1081.

## Reinado de Alejo
Alejo hizo que Constantino fuese proclamado heredero al trono y luego prometió a su hija, Ana, con este. Esta situación cambió drásticamente cuando Alejo tuvo un hijo, el futuro emperador Juan II Comneno, con la emperatriz consorte Irene Ducas en el 1087: el compromiso de Ana con Constantino se rompió, este último se vio privado de su condición de heredero y María se vio obligada a retirarse a un monasterio.
Después de su destronamiento y un período en un monasterio, María vivió en el palacio Mangana, donde organizó "una corte alternativa" como madre del coemperador y la suegra designada de la hija mayor del emperador. A pesar de ser oficialmente una monja y usar un velo, esta transición marcó poca diferencia en el estilo de vida de María y continuó con sus actividades caritativas habituales, incluidas donaciones al monasterio georgiano de Iviron en el monte Athos, y la construcción de un convento llamado Kappatha en Jerusalén. Tenía una gran riqueza y era propietaria del palacio de Mangana, así como del monasterio de Hebdomon, el lugar de enterramiento de Basilio II. También fue mecenas de numerosas figuras literarias, incluyendo Teofilacto de Ocrida, futuro arzobispo de Bulgaria y un neoplatónico georgiano.
Sin embargo, años de influencia de María en la corte se manifestaron en el hecho de que Constantino recibió el estatus de coemperador, un título más alto que el del hermano mayor del Emperador Isaac, y María recibió garantías de seguridad personal. María también fue encargada del cuidado de la joven princesa imperial Ana Comneno, que la quería mucho y compartía todos sus secretos con la ex emperatriz.
Ana Comneno describe la belleza de María en su texto biográfico medieval, la Alexiada. Ella escribe sobre María lo siguiente:

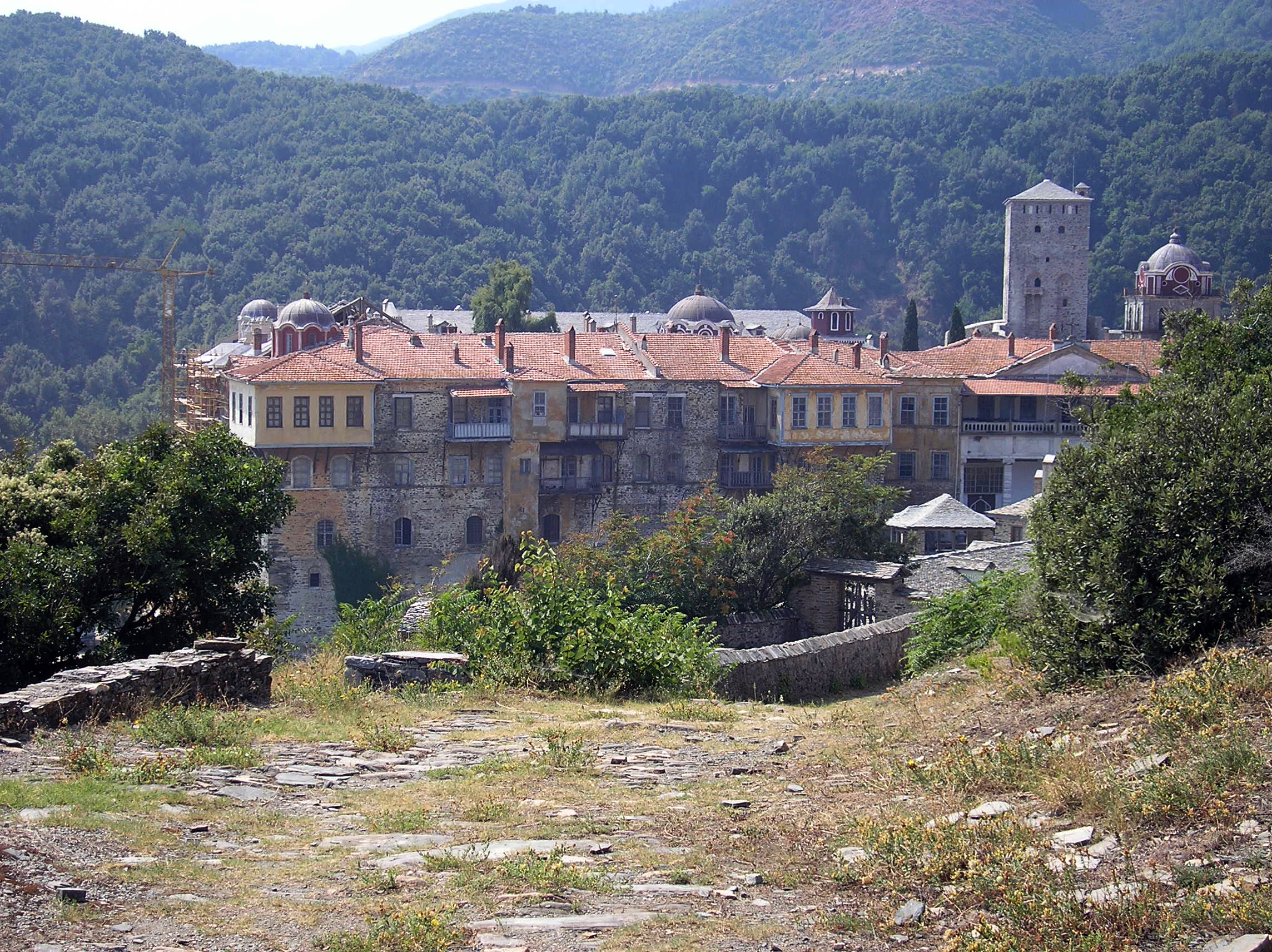
La emperatriz María apoyó el entonces monasterio georgiano de Iviron.

Por una vez, había logrado mantenerla, es decir, después de la deposición de Miguel Ducas, cuando le había aconsejado al sucesor de esta última, Nicephorus Botaniates, que la llevara en matrimonio, porque ella vino de otro país y no tenía una multitud de parientes para molestar al Emperador, y él le había contado mucho a Botaniates sobre su belleza personal y familiar, y a menudo la alababa. Y ciertamente era tan delgada como un ciprés, su piel era blanca como la nieve, y aunque su rostro no era una ronda perfecta, su tez era exactamente como una flor de primavera o una rosa. ¿Y qué mortal podría describir el resplandor de sus ojos? Sus cejas estaban bien marcadas y de color rojo dorado, mientras que sus ojos eran azules. La mano de un pintor ha imitado con éxito los colores de las diversas flores que traen las estaciones, pero la belleza de esta reina, el resplandor de su gracia y el encanto y la dulzura de sus modales superaron toda descripción y todo el arte. Nunca Apelles o Pheidias ni ninguno de los escultores produjeron una estatua tan hermosa. Se decía que la cabeza de la Gorgona convertía a los que la miraban en piedra, pero cualquiera que viera a la Reina caminando o la conociera inesperadamente, se habría quedado boquiabierto y permanecería en el lugar, sin palabras, como si aparentemente le hubieran robado la mente y el ingenio. Había tanta armonía de extremidades y rasgos, una relación tan perfecta del todo con las partes y de las partes con el todo, como nunca antes se había visto en un cuerpo mortal, era una estatua viviente, una alegría para todos los verdaderos amantes del hermoso. En pocas palabras, ella era una encarnación del amor que descendió a este mundo terrestre.

## Últimos años
Después de que el hijo de Maria, Constantino, muriera en 1096, finalmente se mudó a un monasterio, supuestamente en un área influenciada por los georgianos, el noreste de Anatolia. Fue muy venerada en su Georgia natal, lo que resultó en un aumento en los futuros matrimonios entre la realeza georgiana y bizantina, y el fortalecimiento de los lazos entre los dos países. María también fue una influencia para las mujeres Comneno, que quedaron impresionadas por su participación política y su trabajo caritativo.